# Bruno Vattovaz
Bruno Giordano Vattovaz (italienisiert Bruno Vattovani; * 20. Februar 1912 in Capodistria, Österreichisches Küstenland; † 5. Oktober 1943 ebenda) war ein italienischer Ruderer.
Vattovaz wurde in Istrien geboren, damals ein Teil von Österreich-Ungarn. Nach dem Ersten Weltkrieg fiel seine Heimatstadt durch den Vertrag von Saint-Germain an Italien.
Bei den Olympischen Spielen 1932 in Los Angeles trat für Italien der Vierer mit Steuermann des C. C. Libertas aus Koper an. Bruno Vattovaz, Giovanni Plazzer, Riccardo Divora, Bruno Parovel und Steuermann Giovanni Scher gewannen ihren Vorlauf vor dem deutschen Boot und erreichten damit direkt das Finale, während die Deutschen über den Hoffnungslauf ins Finale kamen. Im Endlauf siegten die Deutschen mit 0,2 Sekunden Vorsprung vor den Italienern.